# リライト (小説)
『リライト』は、法条遥による日本の小説。
2012年4月に早川書房から単行本が刊行され、2013年7月にはハヤカワ文庫JAとして刊行された。さらに2025年4月にはハヤカワ文庫JA（新版）が刊行された。『リビジョン』、『リアクト』、『リライブ』と続くシリーズ4作品の第1作となる。
中学2年生の女子・美雪が、ある小説に憧れて300年後から来た未来人・保彦に恋をして、旧校舎崩壊事故に巻き込まれた彼を救うために、彼からもらった薬を使って10年後にタイムリープする。後に美雪が保彦との物語を小説に書き上げようとするが、保彦との出来事は美雪だけのものではなかったことなどから、さまざまなパラドックスが生じていく姿が描かれる。
映画版が2025年6月13日に公開された。

## 登場人物

### 主要人物
石田美雪（いしだ みゆき）
旧姓は大槻。小説家。ペンネームは「髙峰文子（たかみね あやこ）」。著書は5冊の小説と一冊のエッセイがある。
岡部町のN中学を卒業後、静岡市の進学校に通い、静岡大学を卒業後、ずっと静岡市に住んでいる。
中学生の時の保彦との不思議な経験を元にした小説「時を翔る少女」を大学生の時に執筆している。
園田保彦（そのだ やすひこ）
1992年7月にN中学に転校生として、2311年からやって来た未来人。
背が高くすらりとした外見で優しそうな風貌。美雪の初恋の相手となる。

#### 美雪の中学時代の関係者
雨宮友恵（あまみや ともえ）
中学の時のクラスメイト。美雪の親友。結婚後の姓は園田。小学生の時から異常なほどの本好き。
中学2年から卒業まで女子たちからイジメを受けていたが、美雪だけはイジメに加わらなかった。
林鈴子（はやし すずこ）
中学の時のクラスメイト。現在はOLをしている。同窓会の幹事。美雪に同窓会の連絡をしてくる。
桜井唯（さくらい ゆい）
活発で真面目。中学時代はずっとクラス委員長。高校卒業後は地元の新聞社でアルバイトをしていた。
20歳の時に自宅に帰る道の途中で、殺人事件の被害者となり、犯人は捕まっていない。
酒井茂（さかい しげる）
中学2年当時の副委員長。ライターをしている。保彦と一番親しかった。同窓会の幹事をしている。
室井大介（むろい だいすけ）
中学の時のクラスメイト。野球部。大学で登山部だったが、南アルプス登山中に事故死している。
長谷川敦子（はせがわ あつこ）
中学の時のクラスメイトでクラス一の美少女だった。モデルとして芸能事務所に所属しており、後に脚本家を志望している。
書き換えられた過去では、22歳の時に殺人事件の被害者となり、犯人は捕まっていない。
増田亜由美（ますだ あゆみ）
中学時代、大人しかったが芯の強い子だった。夏祭りの時に保彦から友恵に対するイジメについて聞かれている。
佐々木晴子（ささき はるこ）
中学の時のクラスメイト。ちょっと男勝りだった。
細田先生
N中学で美雪たちの担任。社会科の歴史の先生。

#### 美雪の家族・関係者
大槻和美（おおつき かずみ）
美雪の母。
石田章介（いしだ しょうすけ）
美雪の夫。建設業。出版関係のパーティーで知り合う。結婚した直後に南米の国に単身赴任をしている。
雪子（ゆきこ）
美雪の妹。
佐野（さの）
美雪（髙峰文子）の担当編集者。

#### その他
小林
静岡県警の刑事。桜井唯と長谷川敦子の殺害事件を捜査している。

## 書誌情報
- 法条遥『リライト』
  - 2012年4月20日発売[1]、早川書房（単行本）、ISBN 978-4-15-209289-2
  - 2013年7月24日発売[2]、ハヤカワ文庫JA、ISBN 978-4-15-031119-3
  - 2025年4月23日発売[4]、ハヤカワ文庫JA（新版）、ISBN 978-4-15-031591-7

## 映画
2025年6月13日に公開。監督は松居大悟、脚本は上田誠（ヨーロッパ企画）。主演は池田エライザ。

### キャスト

#### 主要人物（映画）
石田美雪（いしだ みゆき）
演 - 池田エライザ
小説家。ペンネームは旧姓の大槻美雪。10年前の2009年、高校3年の夏に未来人の保彦と出会って恋をする。
2019年の現在、保彦との約束の小説を書き上げており、タイムリープしてくるはずの10年前の自分を待っている。
園田保彦（そのだ やすひこ）
演 - 阿達慶
2311年からタイムリープしてきた未来人。この時代に書かれた小説に惹かれて転校生としてやって来る。

#### 美雪の高校時代の関係者
雨宮友恵（あまみや ともえ）
演 - 橋本愛
同級生で文学少女。高校時代、美雪とは一番仲が良かった。物語のキーパーソンとなる。
林鈴子（はやし すずこ）
演 - 久保田紗友
同級生。2019年では地元のタウン誌のライターをしている。美雪と久しぶりに再会する。
酒井茂（さかい しげる）
演 - 倉悠貴
同級生。誰にでも優しいクラスの人気者。同窓会の幹事としてクラス全員を集めようと奮闘する。
室井大介（むろい だいすけ）
演 - 前田旺志郎
同級生でクラスのムードメーカー的存在。事故で亡くなっている。享年25歳。
長谷川敦子（はせがわ あつこ）
演 - 山谷花純
同級生。クラス一の美少女だった。女優志望だったが、2019年では脚本家を目指している。
増田亜由美（ますだ あゆみ）
演 - 大関れいか
同級生。明るい性格でクラスの中心人物だった。2019年では介護士となっている。
桜井唯（さくらい ゆい）
演 - 森田想
同級生。クラス委員長をしていた。2019年では地元の新聞社で新聞記者として働いている。
西山晴子（にしやま はるこ）
演 - 福永朱梨
同級生。同じクラスの土井と結婚し、2019年では男児の母。実家の理髪店で美容師として働いている。
細田先生
演 - 尾美としのり
美雪たちの高校の担任。
安達大地
演 - 若林元太
同級生。2019年では地元でラーメン屋勤務。
坂東功太
演 - 池田永吉
同級生。2019年では地元の出版社勤務。
土井翔
演 - 晃平
同級生。野球部。カープファン。2019年では晴子の夫になっている。
江口久人
演 - 八条院蔵人
同級生。2019年では実家の八百屋で働いている。
来栖拓真
演 - 松本拓海
同級生。2019年では地元で運送業をしている。
桑田陽子
演 - 尾西美海
同級生。2019年では地元のマッサージ店勤務。
山本翼
演 - 高瀬丈一郎
同級生。2019年では地元でサラリーマンをしている。
- 成瀬凛、小川涼、鈴政ゲン、丸山大翔、大崎凛、平野宗佑、大嶋晃綺、荒谷瑠香、村田詞音、前沢咲穂、中野綾琉、田中優笑、中川健登、中本慶一郎、今村亘、早坂健生

#### 美雪の家族・関係者（映画）
大槻和美（おおつき かずみ）
演 - 石田ひかり
美雪の母。
石田章介
演 - 篠原篤
美雪の夫。出版関係の仕事をしている。美雪のよき相談相手。
佐野邦洋
演 - 長田庄平（チョコレートプラネット）
美雪の担当編集者。

#### 友恵の家族・関係者
多岐川
演 - マキタスポーツ
友恵の担当編集者。
友恵の父
演 -  津田寛治
酒浸りで家族にDVをしている。
友恵の母
演 -  町田マリー
夫からDVを受けている。

#### その他（映画）
室井大介の母
演 -  飯島順子
夜店のたい焼き屋
演 -  東迎昴史郎
夜店の射的屋
演 -  本折最強さとし
ロープウエイの係員
演 -  藤谷理子
アナウンサー
演 -  山内宏明（ニッポン放送アナウンサー）
晴子の息子
演 -  久保響

### スタッフ
- 原作 - 法条遥 『リライト』（ハヤカワ文庫）
- 監督 - 松居大悟
- 脚本 - 上田誠（ヨーロッパ企画）
- 主題歌 - Rin音「scenario」（ROOFTOP / ユニバーサルミュージック）[8]
- 製作 - 河野聡、菊池貞和、後藤利一、垰義孝、村松秀信、牧田英之、早川浩[11]
- エグゼクティブプロデューサー - 佐々木新、清水一幸、鈴木孝明、川上修弘、増田佳子、早川淳[11]
- プロデューサー - 岡田直樹[11]
- ラインプロデューサー -  石井智久[11]
- 音楽プロデューサー - 松田隼典[11]
- コ・プロデューサー - 加倉井誠人[11]
- 撮影 - 塩谷大樹[11]
- 照明 - 藤井勇[11]
- 録音 - 竹内久史[11]
- 美術 - 相馬直樹[11]
- 装飾 - 中村三五[11]
- 衣装 - 神田百実[11]
- ヘアメイク - 風間啓子[11]
- 音響効果 - 松浦大樹[11]
- 編集 - 瀧田隆一[11]
- 音楽 - 森優太[11]
- キャスティング - 川村恵[11]
- 助監督 - 相良健一[11]
- 製作担当 - 斉藤大和[11]
- 製作・配給 - バンダイナムコフィルムワークス[9]
- 製作 -「リライト」製作委員会

### 製作

#### 企画
脚本家・上田誠が原作を読み、「これを映画にしたい。やるなら松居大悟監督と」と熱望した。

#### 撮影
松居監督が、同じタイムリープ作品、大林宣彦監督の1983年版『時をかける少女』をリスペクトすることから、原作者の法条遥から許可を取り、原作の静岡県から舞台を広島県尾道に移した。同作のオマージュを込め、2023年8月上旬から9月上旬までの約1カ月間、メインスタッフ約40人と池田らメインキャストが尾道に滞在し、オール尾道ロケを行った。
尾道の舞台変更、及びオールロケは、松居大悟監督とプロデューサーで、バンダイナムコフィルムワークスの岡田直樹の並々ならぬこだわりによるもの。松居と岡田、脚本・上田誠の3人でディスカッションを進めるうち、自然に「尾道でやりたい」という方向になったという。松居監督は「タイムリープがテーマの一つということもあり、大林監督の『時をかける少女』をほうふつとさせる場所にしたいという思いもあり、映画好きな人にも、それをきっかけに見ていただけたらうれしい」などと述べている。
尾道をロケ地と決め、尾道を舞台にシナリオを進め、2022年秋のシナハンを手始めに、3回に分けて10日以上のロケハンを重ねて、本格的にロケ場所を決めていった。松居監督は最初のシナハンで尾道に近づいていくうちに穏やかな風が吹いてきて、そこから「風」をテーマにしようと考え始めたという。
撮影は2023年夏 。主人公・石田美雪が住む家は、天寧寺近くに設定されている。神社の夏祭りで花火を見るシーンは、艮神社、御袖天満宮、千光寺を組み合わせて撮影した。屋台も全て本物を出店し、エキストラを約200人集めた。学校のシーンは、同市生口島の瀬戸田高校で撮影。後半主舞台の一つになる屋上も、尾道の海も山も一望できるロケーションが映画的なことから、同校の屋上が使用された。瀬戸田高校と書かれたシーンが2箇所ある。尾道市もロケに非常に協力的だったという。

## ノベライズ

### 書誌情報（ノベライズ）
- 上田誠（著） / 乙野四方字（著） / 法条遥（原著）『リライト〔映画ノベライズ〕』
  - 2025年4月23日発売[23]、ハヤカワ文庫JA、ISBN 978-4-15-031592-4